# Juan Carlos Sánchez Jr.
Juan Carlos Sánchez Terrones (ur. 8 stycznia 1991 w Los Mochis) – meksykański bokser, aktualny zawodowy mistrz świata wagi junior koguciej (do 115 funtów) organizacji IBF.
Karierę zawodową rozpoczął 19 grudnia 2008. Do maja 2011 stoczył 14 walk, z których wygrał 12, jedną przegrał i jedną zremisował.
11 lutego 2012 w Los Mochis otrzymał szansę walki o tytuł mistrza świata IBF w wadze junior koguciej z broniącym tytułu rodakiem Rodrigo Guerrero. Zwyciężył jednogłośnie na punkty i został nowym mistrzem świata. W pierwszej obronie tytułu, 19 maja, pokonał jednogłośnie na punkty byłego mistrza, rodaka Juana Alberto Rosasa a 22 września znokautował w dziewiątej rundzie Filipińczyka Rodela Mayola byłego mistrza WBC w wadze junior muszej.